# 대한소방공제회
대한소방공제회(大韓消防共濟會, Korea Fire Officials Credit Union)는 소방공무원에 대한 효율적인 공제제도를 확립·운영하고, 직무수행 중 사망하거나 상이(傷痍)를 입은 사람에 대한 지원사업을 함으로써 이들의 생활 안정과 복지 증진에 이바지하기 위해 정부에서 설립한 단체이다.
서울특별시 송파구 송파대로 274에 위치하고 있다.

## 설립 근거
- 대한소방공제회법 제1조[2]

## 연혁
- 1984년 10월 29일: 사단법인 대한소방공제회 설립

## 조직

### 이사장

#### 상임이사
- 기획조정실
  - 기획조정팀
  - 재무팀
  - 리스크관리팀
- 회원지원부
  - 회원지원팀
  - 회원복지팀
  - 전산정보팀
- 투자사업부
  - 투자사업팀
  - 금융투자팀
  - 대체투자팀

## 같이 보기
- 대한민국의 소방
- 대한민국 소방청
- 소방관 계급